# Каннський кінофестиваль 1980
33-й Каннський міжнародний кінофестиваль відбувся з 9 по 23 травня у Каннах, Франція Золоту пальмову гілку отримали фільми Весь цей джаз режисера Боба Фосса та Тінь воїна Акіри Куросави.
У конкурсі було представлено 23 повнометражних фільмів та 12 короткометражок. Фестиваль відкрито показом стрічки Фантастика режисера Жиля Карле. Фільмом закриття фестивалю було обрано Я фотогенічний режисера Діно Різі. Показ фільму Сталкер Андрія Тарковського був перерваний через страйк електриків.

## Журі

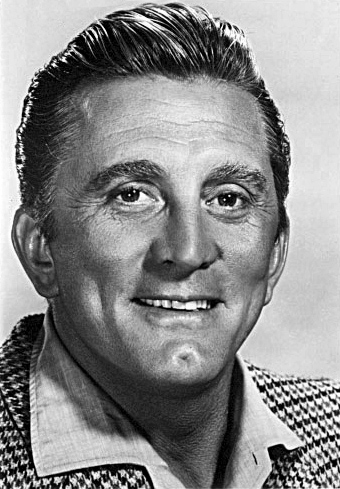
Кірк Дуглас, голова журі

- Голова: Кірк Дуглас, актор,  США
- Кен Адам, декоратор,  Велика Британія
- Роберт Бенаюн, журналіст,  Франція
- Велько Булаїч, кінорежисер,  Югославія
- Леслі Карон, акторка,  Франція
- Чарльз Чамплін, журналіст,  США
- Андре Дельво, кінорежисер,  Бельгія
- Джан Луїджі Ронді, журналіст,  Італія
- Майкл Спенсер, кінорежисер,  Канада
- Альбіна дю Буарувре, продюсер,  Франція

## Фільми-учасники конкурсної програми
★Переможців виділено окремим кольором.
Повнометражні фільми
| Фільм                        | Назва мовою оригіналу   | Режисер          | Країна                          |
| ---------------------------- | ----------------------- | ---------------- | ------------------------------- |
| Бувши там                    | Being There             | Гел Ешбі         | США                             |
| Велика червона одиниця       | The Big Red One         | Семюел Фуллер    | США                             |
| ★ Весь цей джаз              | All That Jazz           | Боб Фосс         | США                             |
| Відданість                   | Dedicatoria             | Гайме Чаваррі    | Іспанія/ Франція                |
| Відсторонений від справ      | Kaltgestellt            | Бернгард Зінкель | ФРН                             |
| Відсутня ланка               | Le Chaînon manquant     | Піша             | Франція/ Бельгія                |
| Друга дружина                | Örökség                 | Марта Месарош    | Франція/ Угорщина               |
| Константа                    | Constans                | Кшиштоф Зануссі  | Польща                          |
| Лулу                         | Loulou                  | Моріс Піала      | Франція                         |
| Мій американський дядечко    | Mon oncle d'Amérique    | Ален Рене        | Франція                         |
| Об'їждчик Морант             | Breaker Morant          | Брюс Бересфорд   | Австралія                       |
| Прощавай, Бразиліє!          | Bye Bye Brasil          | Карлус Дієгіс    | Франція/ Бразилія Аргентина     |
| Рятуй, хто може (своє життя) | Sauve qui peut (la vie) | Жан-Люк Годар    | Франція/ Австрія ФРН/ Швейцарія |
| Тераса                       | La terrazza             | Етторе Скола     | Італія/ Франція                 |
| Тихий день починається       | Ek Din Pratidin         | Мрінал Сен       | Індія                           |
| Ті, що скачуть здалеку       | The Long Riders         | Волтер Гілл      | США                             |
| ★ Тінь воїна                 | 影武者 / Kagemusha      | Акіра Куросава   | Японія                          |
| Спеціальне лікування         | Poseban tretman         | Горан Паскалевич | США/ Югославія                  |
| Стрибок у порожнечу          | Salto nel vuoto         | Марко Беллоккьо  | Італія/ Франція/ ФРН            |
| Тиждень відпустки            | Une semaine de vacances | Бертран Таверньє | Франція                         |
| Фантастика                   | Fantastica              | Жиль Карле       | Франція/ Канада                 |
| Ягуар                        | Jaguar                  | Ліно Брока       | Філіппіни                       |
| Як грім посеред ясного неба  | Out of the Blue         | Денніс Гоппер    | Канада                          |

## Особливий погляд
| Фільм                                            | Назва мовою оригіналу                              | Режисер               | Країна          |
| ------------------------------------------------ | -------------------------------------------------- | --------------------- | --------------- |
| Будинок Крістофера                               | Kristoffers hus                                    | Ларс Леннарт Форсберг | Швеція          |
| Мрії днів                                        | Dani od snova                                      | Влатко Гіліч          | Югославія       |
| Дорога в ночі                                    | Wege in der Nacht                                  | Кшиштоф Зануссі       | ФРН             |
| Єгер                                             | The Gamekeeper                                     | Кен Лоуч              | Велика Британія |
| Жінка-дитина                                     | La femme enfant                                    | Рафаель Білледу       | Франція/ ФРН    |
| Кандидат                                         | Der Kandidat                                       | Фолькер Шльондорф     | ФРН             |
| Легенда про Тару                                 | چریکه تارا‎‎ / Tcherike-ye Tara                      | Бахрам Бейзаі         | Іран            |
| Легка здобич                                     | Sitting Ducks                                      | Генрі Джеглом         | США             |
| Портрет чоловіка «60% досконалий»: Біллі Вайдлер | Portrait d'un homme 'à 60 % parfait': Billy Wilder | Анні Треско           | Франція         |
| Прокляті, я вас люблю                            | Maledetti vi amerò                                 | Марко Тулліо Джордана | Італія          |
| Справа кролика                                   | Causa králík                                       | Яроміл Іреш           | Чехословаччина  |
| Чонтварі                                         | Csontváry                                          | Золтан Хусарик        | Угорщина        |
|                                                  | Der Willi-Busch-Report                             | Ніклаус Шиллінг       | ФРН             |

Короткометражні фільми
| Фільм                | Назва мовою оригіналу           | Режисер                   | Країна          |
| -------------------- | ------------------------------- | ------------------------- | --------------- |
| Виконавець           | Canada Vignettes: The Performer | Норма Бейлі               | Канада          |
| Грандоманія          | Grandomaniya                    | Микола Тодоров            | Болгарія        |
| З пагорба            | Z górki                         | Маріан Холерек            | Польща          |
| Куб                  | Krychle                         | Зденек Сметана            | Чехословаччина  |
| Моментальна зупинка  | Arrêt momentané                 | Марі-Франс Сіглер         | Франція         |
| Приморська жінка     | Seaside Woman                   | Оскар Грілло              | Велика Британія |
| Раннє дитинство кіно | La Petite enfance du cinéma     | Жоель Фарж                | Франція         |
| Рейки                | Rails                           | Маноло Отеро              | Франція         |
| Танець неба          | Sky Dance                       | Фейт Габлі                | США             |
| Угорські замальовки  | Magyar kepek                    | Чаба Цораді               | Угорщина        |
| Улюблений            | The Beloved                     | Мішель Бочар              | Канада          |
| Шахерезада           | Scheherazade                    | Сьюзен Кейсі, Ненсі Нашке | США             |

## Фільми позаконкурсної програми
| Фільм                      | Назва мовою оригіналу  | Режисер                              | Країна          |
| -------------------------- | ---------------------- | ------------------------------------ | --------------- |
| Бите скло                  | Breaking Glass         | Браян Гібсон                         | Велика Британія |
| Блискавка над водою        | Lightning Over Water   | Вім Вендерс, Ніколас Рей             | Швеція/ ФРН     |
| Місто жінок                | La città delle donne   | Федеріко Фелліні                     | Італія          |
| Нечжа — переможець дракона | 哪吒鬧海/Nezha nao hai | Янь Дін-Сянь, Ван Шучень, Сюй Цзінда | КНР             |
| Ризик життя                | Le risque de vivre     | Джеральд Кальдерон                   | Франція         |
| Сталкер                    | Сталкер                | Андрій Тарковський                   | СРСР            |
| СуперТото                  | SuperTotò              | Брандо Джордані, Еміліо Равель       | Італія          |
| Телепат                    | Stir                   | Стівен Воллес                        | Австралія       |
| Телефон-аквтомат           | Téléphone public       | Жан-Марі Перьє                       | Франція         |
| Я фотогенічний             | Sono fotogenico        | Діно Різі                            | Італія          |

## Нагороди
- Золота пальмова гілка:
  - Весь цей джаз, режисер Боб Фосс
  - Тінь воїна, режисер Акіра Куросава
- Гран-прі: Мій американський дядечко, режисер Ален Рене
- Приз журі: Константа, режисер Кшиштоф Зануссі
- Приз за найкращу чоловічу роль: Мішель Пікколі — Стрибок у порожнечу
- Приз за найкращу жіночу роль: Анук Еме — Стрибок у порожнечу
- Найкращий актор другого плану: Джек Томпсон — Об'їздчик Морант
- Найкраща акторка другого плану:
  - Мілена Дравіч — Спеціальне лікування
  - Карла Гравіна — Тераса
- Приз за найкращий сценарій: Тераса
- Технічний гран-прі: Ризик життя (який показали поза конкурсом)
- Золота пальмова гілка за короткометражний фільм: Приморська жінка
- Приз журі за короткометражний фільм:
  - Виконавець
  - Куб
- Золота камера: Історія Адрієна
- Приз міжнародної асоціації кінокритиків (ФІПРЕССІ): Мій американський дядечко
- Приз ФІПРЕССІ — особливий погляд: Гайдзін — дороги свободи
- Приз екуменічного журі:
  - Сталкер
  - Константа